# Boesio
Il Boesio è un torrente della provincia di Varese, immissario del lago Maggiore. Nasce presso Cuveglio e scorre nella Valcuvia in direzione est-ovest, sfociando nel Verbano a Laveno. Attraversa i comuni di Cuveglio, Cuvio, Casalzuigno, Azzio, Brenta, Gemonio, Cittiglio e Laveno-Mombello. La Strada statale 394 del Verbano Orientale segue in parte il corso del fiume.
La fauna ittica comprende prevalentemente Salmonidi e Ciprinidi, in particolare trota fario e vairone. Le acque del fiume sono inquinate.